# Sipalolasma ophiriensis
Sipalolasma ophiriensis är en spindelart som beskrevs av H. C. Abraham 1924. Sipalolasma ophiriensis ingår i släktet Sipalolasma och familjen Barychelidae. Inga underarter finns listade i Catalogue of Life.